# マイ・ウィンター・ストーム
『マイ・ウィンター・ストーム』（My Winter Storm） は、ターヤ・トゥルネンのセカンド・ソロ・アルバム。クラシック音楽やヘヴィメタルなど、それまでの音楽性が全て取り入れられたようなアルバムになっている。
フィンランドで発売当日にゴールドディスク（後にプラチナ・ディスク）になり、ナショナル・チャート1位になった。ドイツではアルバム・チャート初登場3位。
2007年はフィンランド独立90周年という記念すべき年であり、LänsiAuto で開催された祝賀行事においてトゥオマス・ハンニカイネン（Tuomas Hannikainen）指揮するタピオラ・シンフォニエッタ（Tapiola Sinfonietta）との共演を行うなど、トゥルネンは大きく名を上げることになった。

## 収録トラック
1. "Ite, missa est" - 00:27
2. "I Walk Alone" - 3:53
3. "Lost Northern Star" - 4:22
4. "Seeking For The Reign" - 00:58
5. "The Reign" - 4:07
6. "The Escape Of The Doll" - 00:32
7. "My Little Phoenix" - 4:02
8. "Die Alive" - 4:04
9. "Boy And The Ghost" - 4:36
10. "Sing For Me" - 4:16
11. "Oasis" - 5:10
12. "Poison" (アリス・クーパー カバー) - 4:01
13. "Our Great Divide" - 5:05
14. "Sunset" - 00:36
15. "Damned And Divine (Shortened Version)" - 4:29
16. "Minor Heaven" - 4:00
17. "Ciarán's Well" - 3:37
18. "Calling Grace" - 3:06

### ボーナス・トラック
1. "Damned Vampire & Gothic Divine (Long Version of 'Damned and Divine')" - 5:01
2. "I Walk Alone" (Artist Version) - 4:23
3. "I Walk Alone" (In Extremo Remix) - 4:31
4. "The Seer" (Deleted Scene - UK Bonus Track) - 4:17
5. "You Would Have Loved This" (Live) - US Bonus Track
6. "Dammed and Divine" (Live) - US Bonus Track

### ボーナス・ディスク （DVD）
1. Photo Gallery
2. "I Walk Alone" (Single Version)
3. "I Walk Alone" (Artist Version)
4. "I Walk Alone" (Making Of The video)
5. "My Winter Storm" (Making Of The album)